# Ebba (Liban)
 (juillet 2012).
Si vous disposez d'ouvrages ou d'articles de référence ou si vous connaissez des sites web de qualité traitant du thème abordé ici, merci de compléter l'article en donnant les références utiles à sa vérifiabilité et en les liant à la section « Notes et références ».
Pour les articles homonymes, voir Ebba.

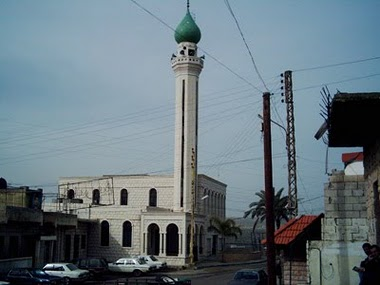
La mosquée principale de Ebba

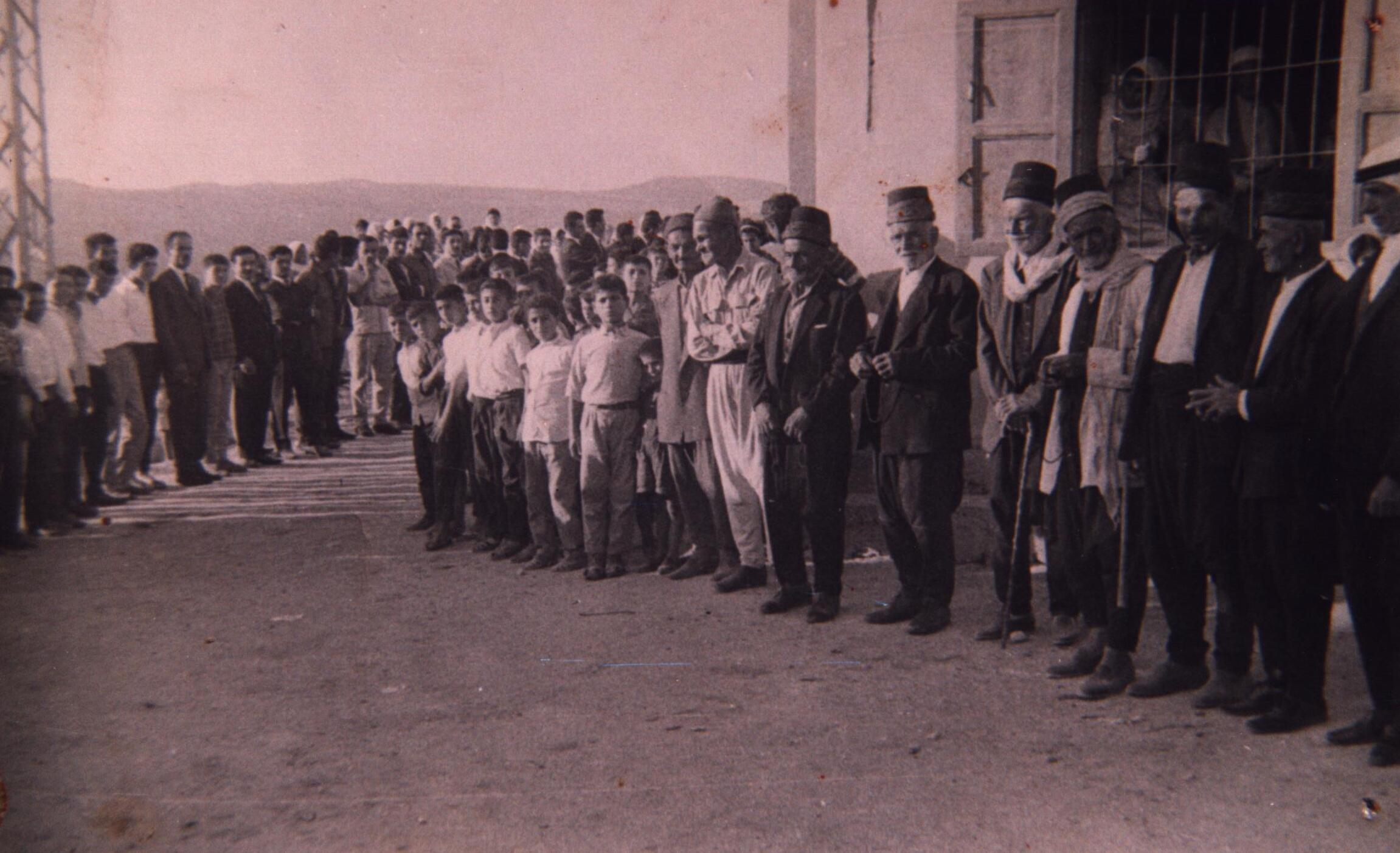
Population de Ebba - Photo prise en 1965

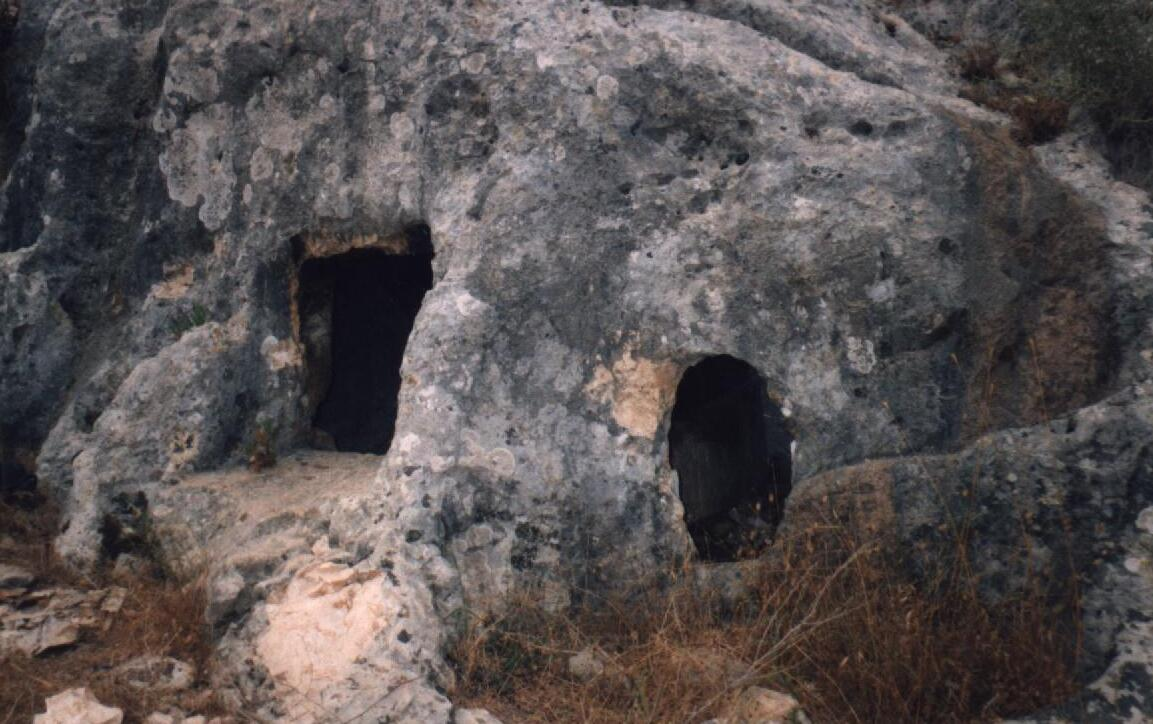
Une des grottes de Ebba contenant des poteries antiques, des poignards et des perles

Ebba ou Aba ou Ubba (en arabe عبا, en syriaque ܥ ܒ ܐ) est un village situé dans le caza de Nabatieh au Sud-Liban, entre Nabatieh et Tyr, au nord du fleuve Litani.

## Étymologie
Il existe plusieurs hypothèses quant à l'étymologie du nom Ebba, Aba ou Ubba :
- le mot Ebba, peut-être d'origine syriaque (ܥ ܒ ܐ), pourrait évoquer « la forêt » ;
- l'origine serait arabe et dérivée du mot Alebb (العب) ;
- enfin, le nom serait lié à celui d'une tribu ou une famille Abbou (عبو).

## Localisation et superficie
Le village est situé à environ 12 kilomètres de Nabatieh et 84 kilomètres de Beyrouth, et s'élève à environ 250-300 mètres au-dessus du niveau de la mer.
La superficie totale de ce village est de 7,42 km2 ; environ 35 % de sa superficie est occupée par des bâtiments et institutions et le reste est réparti entre terres agricoles, terres nationales et Waqf. La superficie cultivée est d'environ 55 % de la superficie de la commune, tandis que la longueur estimée du réseau routier est d'environ 35 km linéaires.
Plusieurs vallées séparent Ebba des villages les plus proches : Ansar, Doueir, Jebchit, Harouf, Adchit, Zrarieh.

## Administration
- À l'époque de l'Empire ottoman, le maire était désigné par l'État.
- Depuis 1920, époque du mandat français au Liban, les maires sont désignés par élection. En 1998, le nombre d'élus a été porté à deux, puis à trois en 2010.

Une municipalité a été créée à Ebba le 16 juillet 2003 par décision du ministre de l'Intérieur Elias Murr.
Chefs de la municipalité depuis 2004 : 
- Mahmoud Youssef Tarhini : 2004 - 2007.
- Hassan Ibrahim Tarhini : 2007-2010.
- Dawood Ali Tarhini : 2010 - présent.

## Démographie
Ce village compte environ 8 000 habitants. La population est essentiellement musulmane chiite.